# Sprawa Dantona
Sprawa Dantona – pięcioaktowy dramat Stanisławy Przybyszewskiej z 1929. Stanowi udramatyzowaną kronikę wydarzeń pomiędzy aresztowaniem i egzekucją hebertystów a procesem i śmiercią Dantona. 

## Treść

### Akt I
Grupa ubogich obywateli Paryża gromadzi się przed sklepem piekarza w kolejce po chleb. Czekając na otwarcie piekarni, obywatele wymieniają uwagi na temat bieżącej sytuacji w mieście i w kraju. Wśród zebranych są zwolennicy Komitetu Ocalenia Publicznego, Dantona i Heberta oraz jeden agent rządu. W momencie otwarcie sklepu okazuje się, że chleba jest za mało; wybucha zamieszanie, ludzie domagają się sprawdzenia, czy piekarz nie jest spekulantem. Za sprawą agenta jeden z oczekujących zostaje zatrzymany do wyjaśnienia za stwierdzenie „trzeba wyczyścić Konwencję”. 
Maximilien Robespierre przygotowuje się do powrotu do pracy w Komitecie Ocalenia Publicznego, którą zaniedbał z powodu choroby. Rozmawia ze swoją kochanką Eleonorą Duplay o ich związku, bezskutecznie przekonuje ją, że dawne plany małżeńskie są nie do zrealizowania, a ona sama powinna, ze względu na własne szczęście, porzucić go. Pojawia się Louis Antoine Saint-Just z najnowszymi wiadomościami o działaniach hebertystów i dantonistów. Robespierre ostrzega go przed zbyt gwałtowną rozprawą z obydwoma stronnictwami, zgadza się jedynie na aresztowanie pierwszej grupy. Stanowczo sprzeciwia się pomysłowi zatrzymania czołowych dantonistów, przekonuje, że można, aresztując wydawcę ich gazety „Stary Kordelier”, skłonić ich do zaprzestania działalności antyrządowej. 
Dom Dantona. Śpiącego gospodarza odwiedza agent Williama Pitta z pieniędzmi za ostatnie meldunki, po czym oznajmia, że Central Office nie jest już zainteresowany pracą Dantona jako agenta. Zarzuca Dantonowi granie na kilka frontów, tajną współpracę z rojalistami i rodziną d'Orleans. Danton wyrzuca go za drzwi, idzie do swojej młodej żony Louise, która jednak, wymówiwszy się chorobą, nie chce z nim rozmawiać. Pojawia się Westermann z wiadomością o aresztowaniu hebertystów. Proponuje Dantonowi zorganizowanie zamachu stanu, wezwanie ludu do powstania, wykorzystanie jego dużej jeszcze popularności. Danton stanowczo odmawia. Twierdzi, że dzięki gazecie „Stary Kordelier” jego wpływ na paryżan jest tak wielki, że Komitet Ocalenia Publicznego, choćby i chciał, nie może odważyć się na jego aresztowanie. Tymczasem wpada wzburzony Camille Desmoulins, wołając, iż ich wydawca, Desenne, został właśnie aresztowany. Niezwykle antyrządowy w wymowie siódmy numer gazety wpadł natomiast w ręce komitetu. Pojawiają się także inni zwolennicy Dantona - Delacroix oraz Bourdon de l'Oise ze świeżo pozyskanym dla grupy Philippeaux. Ustalają plan działania, planując parlamentarną ofensywę przeciwko Komitetom Ocalenia Publicznego i Bezpieczeństwa Powszechnego. Danton nakazuje jednak dalej prowadzić działania w sekcjach paryskich. Mimo pewnej nieufności, dantoniści zgadzają się realizować plan swojego przywódcy.

### Akt II
W Komitecie Ocalenia Publicznego Billaud-Varenne domaga się aresztowania Dantona, przeciwko czemu protestuje Robespierre. Przypomina on zasługi Dantona w pierwszej fazie rewolucji, wywołując zdumienie, czy wręcz oburzenie pozostałych, którzy przypominają wszystkie przewinienia Dantona, od defraudowania pieniędzy do domniemanej zdrady. Robespierre twierdzi, iż po zamknięciu „Starego Kordeliera” Danton nieodwracalnie stracił wpływ na masy, twierdzi również, że jest on całkowicie pozbawionym zdolności politycznego myślenia prostakiem, wykorzystującym Desmoulinsa i innych dla budowania własnej pozycji. Robespierre upiera się, że dla eliminowania takiej jednostki nie warto uruchamiać samonapędzającej się machiny terroru. Collot wzywa Amara z Komitetu Bezpieczeństwa Powszechnego, by ten przybliżył dowody w sprawie Kompanii Indyjskiej, gdzie dantoniści wzbogacili się na fałszerstwie dekretu likwidacyjnego. Nawet to nie jest jednak w stanie przekonać Robespierre’a, który widząc wszystkie winy Dantona twierdzi, że jego śmierć obróci przeciw Komitetowi większość społeczeństwa i zmusi do wprowadzenia terroru na wielką skalę. Wchodzi Vadier, informując o najnowszych wydarzeniach w Konwencie, gdzie dantoniści znowu zaatakowali Komitet Bezpieczeństwa Powszechnego i doprowadzili do aresztowania jednego z jego agentów. Robespierre i Saint-Just udają się do parlamentu, pozostała część członków Komitetu Ocalenia Publicznego kontynuuje obrady. 
W korytarzu Konwentu dantoniści świętują uzyskane aresztowanie, bohaterem dnia jest Bourdon, którego przemówienie przekonało Konwent do aresztowania agenta Hérona. Danton roztacza wizję amnestii powszechnej i szczęścia, jakie nastanie we Francji po obaleniu komitetów. Dysonans wprowadza dopiero wzmianka o Fabre d'Eglantine: na dźwięk jego nazwiska Philippeaux żarliwie protestuje przeciwko ułaskawianiu fałszerzy i przestępców razem z więźniami politycznymi. Zarzuca dantonistom, że atakują rząd, nie mając żadnej alternatywy dla niego i tym samym pogrążają cały kraj. Sekretarz Komitetu Ocalenia potajemnie informuje Dantona o przebiegu dzisiejszych obrad. Tymczasem wchodzą Robespierre i Saint-Just, zmierzając na salę obrad. Danton wysyła Bourdona, by bronił dekretu aresztowania, chociaż wszyscy jego zwolennicy liczą na jego osobisty udział. Rozzżalony Bourdon wypomina Dantonowi jego prawdziwe intencje, dążenie do dyktatury osobistej i powiązania z fałszerstwami Fabre'a. Słyszy to Philippeaux, który z rozpaczą wybiega. Danton zmusza Bourdona, by jednak wystąpił w Konwencie, a sam informuje pozostałych, że w Komitecie już dyskutowano nad ich aresztowaniem. Delacroix gorzko komentuje ich obecną sytuację, Danton usiłuje dodać im odwagi. Robespierre informuje Billauda, Vadiera i Saint-Justa o zamiarze odbycia osobistej rozmowy z Dantonem. 
Danton szykuje się do kolacji, w czasie której ma rozmawiać z Robespierre'em. Umieszcza Desmoulinsa, Delacroix i Bourdona w ukrytym pomieszczeniu za ścianą. W czasie kolacji Robespierre proponuje Dantonowi przejście na stronę rządową, sugeruje mu, że Komitet Ocalenia wie już wszystko o jego wcześniejszych przestępstwach, jest jednak gotowy puścić je w niepamięć. Danton zaczyna pić i odsłania się przed swoim politycznym rywalem: ujawnia swoją pogardę dla ludu, wróży Robespierre'owi rychłą klęskę, jeśli ten będzie nadal opierał się na sojuszu z całym narodem. Wyraża fałszywe wyrazy uwielbienia dla intelektualnej potęgi Robespierre’a, który - po chwilowym zdumieniu - nie daje się zmistyfikować i odchodzi zniesmaczony. Przed swoimi zwolennikami Danton udaje pewność siebie, poleca Westermannowi udać się do sekcji, odrzuca propozycję ucieczki. 
Robespierre oznajmia Saint-Justowi, że wszystko przepadło: nie ma szans porozumienia z Dantonem. Przyznaje swój błąd w ocenie osoby Dantona, jego umysłowości i poglądów. Uznaje, iż jego usunięcie jest niezbędne dla ratowania rewolucji. Postanawia jednak, mimo protestów Saint-Justa, iść jeszcze do Desmoulinsa, z którym łączyła go wieloletnia przyjaźń. Zapowiada zwołanie posiedzenia Komitetu Ocalenia Publicznego na dzień następny. 
Camille Desmoulins opowiada swojej żonie Lucile przebieg rozmowy Dantona i Robespierre’a. Wyznaje, że nie zrozumiał jej sensu, kipi jednak niechęcią do Robespierre’a i jest przekonany o rychłym zwycięstwie dantonistów. Pojawia się Robespierre; Desmoulins początkowo ukrywa się. Gościa przyjmuje sama Lucile, prosząc go o opiekę nad niedojrzałym politycznie, łatwo dającym się zwieść mężem. W rozmowie z samym Camille'em Robespierre bezlitośnie ukazuje mu intrygi Dantona i jego nieszczerość, przekonuje go, że za cenę odwołania dotychczas głoszonych poglądów Desmoulins może zmazać wszystkie wcześniejsze przewinienia wobec rządu. Mimo początkowej przychylności Desmoulins reaguje histerią i nie zgadza się na złożoną propozycję. W ostatnich słowach Robespierre czyni aluzję do czekającej dantonistów egzekucji, jednak i to nie jest w stanie zmienić postawy Desmoulinsa. Robespierre wychodzi, żegnany przez zrozpaczoną i zdezorientowaną Lucile. 

### Akt III
Komitet Ocalenia Publicznego oczekuje Robespierre’a. Billaud namawia kolegów, by wspólnymi siłami przekonać Robespierre’a do aresztowania Dantona. Między oczekującymi wybucha sprzeczka o terror, jak i o prawdziwy sens spotkania Robespierre’a i Dantona; Collot podejrzewa tego pierwszego o chęć zawarcia z Dantonem tajnego sojuszu i dojście do wspólnej dyktatury. Pojawia się Robespierre, żąda osądzenia Dantona w ciągu dziesięciu dni i natychmiastowego jego aresztowania. Przeraża tym swoich kolegów. Bertrand Barère de Vieuzac domaga się poprzedzenia aresztowania długą kampanią parlamentarną, Billaud ostrzega przed kapitalistami wspierającymi Dantona i ewentualnym opłaconym buntem. Robespierre argumentuje, że jedynie natychmiastowe akcja może powstrzymać Dantona, oznajmia, że Danton musi zostać aresztowany jak każdy inny przestępca-członek Konwentu, mimo swojej popularności. Saint-Just podejmuje się sporządzenia aktu oskarżenia. Billaud wymienia wspólników Dantona, którzy powinni zostać osądzeni razem z nim; Robespierre stara się do minimum ograniczyć listę aresztowanych. Komitet Ocalenia Publicznego wzywa przedstawicieli Bezpieczeństwa Powszechnego, by usankcjonowali aresztowanie. Wszyscy obecni, oprócz Lindeta, podpisują jego nakaz. 
Delacroix informuje Dantona o zamiarze ucieczki. Do ogarniętego apatią Dantona przychodzi Desmoulins, by oznajmić mu, że po tym, co usłyszał wczoraj od Robespierre’a zrywa przyjaźń z nim. Danton uświadamia mu, że odrzucając wczorajszą propozycję Robespierre’a wydał na siebie wyrok śmierci, odradza jednak Camille'owi udanie się do Robespierre’a z prośbą o wybaczenie. Żegna się ze swoją żoną, która jeszcze raz przypomina mu wszystkie wyrządzone jej krzywdy: przymusowe małżeństwo, zmuszanie do współżycia, brak względu na jej młodość i słabe zdrowie. Widząc jej pogardę Danton nagle nabiera woli walki. Aresztowany przez żandarmów, zapowiada walkę o życie i władzę. 
Rankiem w Konwencie panuje panika i chaos na wieść o aresztowaniach dantonistów. Jedyni pozostali na wolności Legendre i Bourdon przekonują deputowanych o konieczności obrony przed terrorem Komitetów. Po wejściu Robespierre’a i Saint-Justa Legendre, oklaskiwany, domaga się przesłuchania aresztowanych „u poręczy”, tzn. przed całym parlamentem. Przeciwko niemu występuje Robespierre, pytając, dlaczego ten przywilej miałby zostać nadany świeżo aresztowanym, skoro odmawiano go innym? Podkreśla wagę udziału całego narodu w rewolucji, umniejszając indywidualne zasługi Dantona. Siła jego wymowy przekonuje parlament, szeregi opozycji topnieją. Bourdon składa samokrytykę za swoje poparcie dla Dantona. Saint-Just czyta akt oskarżenia, który zostaje przyjęty przez aklamację. 

### Akt IV
W więzieniu luksemburskim Philippeaux przekonuje zrozpaczonego Desmoulinsa o nieuchronnej śmierci po procesie przed Trybunałem Rewolucyjnym. Witają się z aresztowanymi wcześniej żyrondystami i rojalistami. Pojawia się Danton w towarzystwie Delacroix. Wszyscy zgromadzeni planują obronę, Danton jest przekonany o sile swojej wymowy i siły przekonywania. Chce oddziaływaniem na tłumy zmusić Trybunał do wydania wyroku uniewinniającego pod presją opinii publicznej. Nagle Philippeaux oznajmia, że na Desmoulinsa czeka Robespierre. Wyśmiewany przez współwięźniów Desmoulins nie decyduje się na rozmowę z nim. 
Lucile Desmoulins odwiedza Louise Danton, by naradzić się w sprawie obrony swoich mężów. Całkowicie obojętna Louise oznajmia, że nie ma zamiaru ryzykować życiem dla obrony niekochanego męża. Namawia Lucile do napisania listu do Robespierre’a, jeśli chce pomóc Desmoulinsowi. Pojawia się Legendre, namawiając Lucile do współudziału w planie uratowania oskarżonych: zorganizowania więźniów politycznych i będących jeszcze na wolności jego zwolenników. Louise odmawia udziału w spisku, także Legendre, wysławszy Lucile do wypisanych na liście przyjaciół Dantona, nie wykazuje chęci wsparcia jej. 
Do Trybunału Rewolucyjnego zjeżdżają się dziennikarze relacjonujący proces Dantona oraz schodzą się obywatele pragnący go obejrzeć. Oskarżeni nie przyznają się do winy. Wymowa Dantona sprawia, że sąd zaczyna tracić kontrolę nad salą. Billaud-Varenne na chwilę uspokaja zebranych, żąda od Trybunału większej skuteczności. 
Robespierre w rozmowie z Eleonorą daje wyraz swoim wątpliwościom odnośnie do losu rewolucji. Wchodzą Antoine Quentin Fouquier-Tinville i Barère, informując go o przebiegu wydarzeń w Trybunale. Robespierre oznajmia, że w razie problemów z oskarżonymi należy po prostu odebrać Dantonowi głos. Przerażonemu Barère'owi tłumaczy, że taka jest logika terroru, jaki musieli wprowadzić. 

### Akt V
Więźniowie rozmawiają o dotychczasowym przebiegu procesu i szansach na korzystny wyrok. Danton informuje zebranych o spisku zorganizowanym przez Lucile Desmoulins i pozostałych na wolności dantonistów. Danton przekonuje współaresztowanych o oczekującej ich pomocy wojskowej. Nie wszyscy jednak wierzą w powodzenie planu. 
W Komitecie Ocalenia Publicznego Robespierre przekonuje kolegów do konieczności środków nadzwyczajnych. Oznajmia, iż jedyną szansą pokonania dantonistów jest zdobycie dekretu wykluczającego Dantona z udziału w rozprawach. Collot i Barère apelują o umiar, boją się, że cała sprawa zakończy się klęską Komitetu. Wpada Vadier z informacją, iż odkryto potężny spisek więźniów i krewnych dantonistów. W powszechnym przerażeniu Robespierre oznajmia, że paradoksalnie jest to ratunek dla Komitetu. Ujawnienie tej sprawy zniszczy popularność Dantona i pozwoli na wydanie wyroku skazującego. Robespierre stwierdza również, że spełniły się wszystkie jego najgorsze obawy - oto rozpoczynają się rządy terroru. Wątpi w słuszność swoich wcześniejszych przekonań, uspokajają go Billaud i Saint-Just. 
Po przesłuchaniu Philippeaux Danton na nowo zakłóca przebieg rozprawy, zwracając się do galerii. Lud domaga się pojawienia się na sali Komitetów jako faktycznych oskarżycieli dantonistów. Westermann rzuca hasło do próby ucieczki przy pomocy zebranych na sali uczestników spisku, próby szybko udaremnionej. Danton kontynuuje podżeganie tłumu do działania. Wchodzą Vadier i Billaud z informacją o wykrytym spisku. Widząc, że ostatnia próba zwycięstwa upadła, Danton z pogardą wyraża się o wychwalanym przed chwilą ludzie paryskim, tracą resztki sympatii. Desmoulins histerycznie reaguje na wieść o udziale swojej żony w konspiracji. Jury wychodzi na naradę. 
Dantoniści słyszą wyrok śmierci. Pomocnicy kata obcinają im włosy i kołnierze. Nawet w tej chwili Danton obrzuca wyzwiskami Komitet Ocalenia Publicznego i podkreśla swój udział w rewolucji. Philippeaux i Delacroix przekonują go, by nie starał się zakrzyczeć strachu, jak i tak widać na jego twarzy. Fabre stara się poetyzować ich sytuację. 
Robespierre i Saint-Just słyszą z mieszkania tego pierwszego krzyki wiezionego na gilotynę Desmoulinsa. Robespierre pogrążony jest w depresji. Zastanawia się, czy dobrze zrobił, doprowadzając do egzekucji dantonistów, waha się, czy cała rewolucja miała sens. Saint-Just usiłuje przekonać go, że nie wolno mu, jako przywódcy, głosić tego rodzaju poglądów nawet prywatnie. Robespierre martwi się o przyszłość Francji, o możliwość dyktatury wojskowej i o perspektywy dalszej walki wobec istnienia jeszcze wielu innych, ukrytych wrogów republiki. W końcu, w momencie, gdy tłum rozchodzi się po egzekucji, obaj wychodzą na posiedzenie Komitetu. 

## Inspiracje historyczne
Treścią dramatu Przybyszewskiej są wydarzenia przełomu marca i kwietnia 1794 (ventose/germinal roku II), kiedy Komitet Ocalenia Publicznego rozprawił się najpierw z hebertystami, a następnie z dantonistami, likwidując w imię obrony rewolucji i ratowania spójności wewnętrznej państwa większość jawnej opozycji. Pisarka, fascynatka rewolucji francuskiej od czasu swojego pobytu we Francji, doskonale znała problem, który zgłębiała, czytając najważniejsze ówczesne syntezy historii rewolucji. Szczególnie miejsce wśród nich zajęły prace Alberta Mathieza, pierwszego wielkiego apologety Robespierre’a, który odwrócił dotychczasową tendencję do jednoznacznego potępiania Robespierre’a i epoki terroru na rzecz ostrej, nie zawsze słusznej krytyki Dantona. Innym autorem, których prace Przybyszewska szczególnie ceniła, był socjalista Louis Blanc. W ten sposób jednoznacznie ukształtował się pogląd pisarki na rewolucję, zdominowany przez postać kryształowego wodza sankiulotów Robespierre’a, który stał się niemalże przedmiotem obsesji Przybyszewskiej; o tym rewolucjoniście umiała godzinami dyskutować, czy wręcz kłócić się o jego rolę w historii. Przybyszewska bezkrytycznie powtórzyła w dramacie wiele zarzutów stawianych Dantonowi przez Alberta Mathieza mimo wątłych w istocie dowodów na ich prawdziwość (dotyczy to w pierwszej kolejności uznania Dantona za szpiega angielskiego), na podobnie wątłych podstawach obdarzyła Robespierre’a obsesyjnym lękiem przed eskalacją terroru, uznała również podobnie bezdyskusyjnie racje polityczne Komitetu Ocalenia Publicznego. Wszystkie te tezy bardzo trudno pogodzić ze współczesnym stanem badań historycznych.

## Wizja rewolucji i cechy dramatu
W twórczości Stanisławy Przybyszewskiej warunki sytuacji rewolucyjnej były jedynymi, w których mogła się samorealizować jednostka wyjątkowa. Były one również najpełniejszym wyrazem dążenia ludzi ku doskonałości. Przybyszewska całkowicie afirmuje rewolucję, zgadza się na jej ofiary i okrucieństwa w imię ostatecznego celu - realizacji ideałów wolności i równości. W oczach pisarki, niezależnie od politycznych konsekwencji, moralna racja zawsze pozostanie po stronie tego, który walczył o wartości, a nie starał się realizować „naturalne” pragnienia człowieka - Robespierre zawsze będzie zatem stał wyżej od Dantona, dla którego rewolucja to okazja do wzbogacenia się. Zdaniem autorki to wyjątkowe jednostki tworzą bowiem wydarzenia rewolucyjne - masy, obdarzone przeciętną inteligencją, mogą jedynie wyrażać poglądy przywódców, co oczywiście nie przekreśla ich prawa do godnego życia, o które walczy rewolucja. Dlatego rytm dramatu wyznaczają kolejne spotkania przywódców, starcia werbalne między bohaterami reprezentującymi odmienne światopoglądy. Przybyszewska świadomie prowadzi równolegle wątek Robespierre’a i Dantona, stale kontrastując te dwie osobowości. Stojąc bezdyskusyjnie po stronie tego pierwszego, w pierwotnych redakcjach dramatu autorka jasno i niedwuznacznie dawała do zrozumienia czytelnikowi, po której stronie winna być jego sympatia, a nawet planowała nadać utworowi tytuł Zgniłe bożyszcze, co miało oczywiście odnosić się do Dantona. Dopiero w dalszej redakcji zrezygnowała z tak otwartego wartościowania na rzecz tylko nieco bardziej subtelnego formułowania ocen. 
W celu lepszego oddania atmosfery rewolucji autorka wprowadza do dramatu szereg bohaterów drugoplanowych i epizodycznych, w większości autentycznych. W rzeczywistości jednak Sprawa Dantona pozostaje dramatem o starciu dwóch przeciwstawnych charakterów; w dramacie ani razu nie widzimy wpływu mas ludowych na przebieg rewolucji, zaś ciało parlamentarne, co akurat jest dość zgodne z historią, okazuje się być łatwe do manipulowania, swoją wolę narzucają mu naprzemiennie dantoniści i robespierryści. Odpowiada to zresztą przekonaniu Przybyszewskiej o bezsensie tworzenia utworów literackich o zwykłych ludziach oraz o tym, że umiejętność poświęcenia własnych uczuć w imię wartości wyższej jest najwyższą cnotą. 
Z próbą oddania realiów Paryża roku 1794 kontrastuje język bohaterów, otwarcie współczesny, a także psychologia niektórych bohaterów. Przybyszewska wbrew historii czyni z Eleonory Duplay odważną, gotową wziąć własny los w swoje ręce kobietę, zaś z Desmoulinsa (nieco trafniej) histeryka i dekadenta. Najpoważniejszą antycypacją jest jednak włożenie w usta Robespierre’a przewidywań o rychłym zwycięstwie agresywnego kapitalizmu, co było oczywistym uproszczeniem, źródła nie wskazują bowiem, by jakobini aż tak dalece umieli zanalizować zachodzące w ich epoce społeczne przemiany. Należy podkreślić, że w miarę tworzenia się własnej wizji rewolucji i jej bohaterów wpływ opracowań akademickich jej poświęconych na utwór był coraz mniejszy. W pierwszych redakcjach Sprawy Dantona o wiele silniej zarysowane było tło historyczne; w miarę przeróbek dramat ten stawał się opowieścią o przeżyciach samego Robespierre’a, nawet nie historią jego starcia z Dantonem. Pod względem analizy wewnętrznych przeżyć rewolucjonisty Sprawa Dantona jest utworem całkowicie wyjątkowym, dalece głębszym niż wcześniejsze dramaty, których bohaterem był Robespierre. 

## Recepcja
Przybyszewska otwarcie dążyła do zawłaszczenia recepcji Sprawy Dantona; w obszernych komentarzach i didaskaliach do minimum ograniczała nie tylko ewentualną swobodę reżyserską, ale i wolność interpretacyjną. W listach do Heleny Barlińskiej obszernie komentuje powstałe dzieło, podkreślając niezmienność wszystkich jego komponentów, znaczenie każdego znaku przestankowego i słowa. Wielokrotnie dawała również wyraz przekonaniu o swojej słuszności i „odkryciu” prawdziwej osobowości Robespierre’a (chętnie zarzucała wcześniejszym historykom niekompletne zrozumienie tej postaci). 
Równocześnie za swojego życia Przybyszewska nie doczekała się wielu pozytywnych recenzji dramatu. Krytyka endecka zarzucała jej fałszowanie historii, pojawiały się też zarzuty o gloryfikację totalitaryzmu w osobie Robespierre’a. Za życia autorki jedynie Leon Schiller dostrzegł siłę wyrazu dramatu oraz jego wyjątkową wartość, usiłując bezskutecznie doprowadzić do wystawienia sztuki w kilku teatrach. Istotnie na odbiorze dzieła zaważył fakt, że dotowani przez rząd inscenizatorzy (dotyczy to zwłaszcza drugiego wystawienie w reżyserii Zelwerowicza) dokonali „aktualizacji” utworu i wyraźnych aluzji do ówczesnej sytuacji w Polsce (Robespierre jako Piłsudski i Danton jako Korfanty). Druga, bardziej udana realizacja sceniczna została zdjęta ze sceny po pięciu przedstawieniach za sprawą utraty pracy przez reżysera. Nieliczne pochwały padły ze strony Władysława Kozickiego i Tymona Terleckiego, którzy dostrzegli talent autorki i wyjątkowość jej ujęcia problemu rewolucji. Po niepowodzeniach w kolejnych teatrach Przybyszewska zrezygnowała z dalszej obrony sztuki, chociaż nadal uważała ją za dzieło życia. Sprawa Dantona została de facto w pełni doceniona dopiero po kolejnych wystawieniach, już po śmierci autorki. Również po jej śmierci dramat został przetłumaczony na języki niemiecki i francuski.

## Inscenizacje
- 20 marca 1931 w Teatrze Wielkim we Lwowie, reżyseria Edmund Wierciński
- 30 września 1933 w Teatrze Polskim w Warszawie, reżyseria Aleksander Zelwerowicz
- 1967 rok w Teatrze Polskim we Wrocławiu, reżyseria Jerzy Krasowski
- 25 stycznia 1975 roku w Teatrze Powszechnym w Warszawie, reżyseria Andrzej Wajda
- W 1983 na podstawie dramatu Jean-Claude Carrière napisał scenariusz do filmu Danton Andrzeja Wajdy.[34]
- 14 marca 2008 w Teatrze Polskim w Bydgoszczy
- 29 marca 2008 w Teatrze Polskim we Wrocławiu, reż. Jan Klata

Jeszcze za życia Przybyszewskiej istniała ponadto szansa na wystawienie sztuki w Berlinie, pod warunkiem dokonania przez autorkę niezbędnych skrótów. Pisarka jednak odmówiła. 